# Puy-Saint-Pierre
Puy-Saint-Pierre é uma comuna francesa na região administrativa da Provença-Alpes-Costa Azul, no departamento de Altos-Alpes. Estende-se por uma área de 7,74 km². Em 2010 a comuna tinha 552 habitantes (densidade: 71,3 hab./km²).